# Ryan Donk
Ryan Henk Donk (* 30. března 1986, Amsterdam) je profesionální fotbalový obránce, který je od léta 2021 bez angažmá. Donk, který se narodil v Nizozemsku, reprezentuje na mezinárodní úrovni Surinam. Hraje na postu stopera (středního obránce).
Mimo Nizozemska hrál v Anglii, Belgii a Turecku.

## Reprezentační kariéra
Donk byl členem nizozemského mládežnického výběru U21. Zúčastnil se domácího Mistrovství Evropy hráčů do 21 let 2007, kde Nizozemci porazili ve finále Srbsko 4:1 a vyhráli druhý titul v řadě.